# Johann Anton Losy von Losinthal
Johann Anton Graf Losy von Losinthal bzw. Jan Antonín Losy, auch Logi von Losymthal oder Losynthal bzw. Jan Antonín Logy z Lozimtálu (* um 1645, vermutlich auf Schloss Štěkeň bei Strakonitz/Böhmen; † 3. September 1721 in Prag), war kaiserlicher Beamter, Komponist und einer der bekanntesten Lautenisten und Gitarristen seiner Generation.

## Herkunft und Leben
Johann Anton Losys Vorfahren stammen vermutlich aus der Gegend um Poschiavo im Schweizer Kanton Graubünden. Sein Vater Jan Anton Losy von Losinthal ließ sich Anfang des 17. Jahrhunderts in kaiserlichen Diensten in Böhmen nieder und wurde am 14. August 1655 auf Grund seiner Verdienste als „Inspekteur der Weintaxe sowie des Bier- und Salzgefälles in Böhmen“ in den Grafenstand erhoben. 1661–1668 studierte der zwischen 1643 und 1647 geborene, oft „Graf Losy“ genannte Sohn Musik am Prager Konservatorium, wurde ebenso wie sein Vater kaiserlicher Kämmerer und Geheimer Rat, war auch Musikdirektor am Wiener Hof und erwarb hohes Ansehen für sein Lautenspiel ebenso wie für die Anregung und Förderung des Musiklebens. Er war Miteigentümer der Grundherrschaften Tachau, Winternitz und Stenitz, lebte in Prag in einem Palais, das Carlo Lurago aus drei Häusern an der Nordseite der Hybernergasse für ihn errichtet hatte, mit einem jährlichen Einkommen von 80.000 fl. ganz für seine Musik.
Von seinem Vater erbte Johann Anton der Jüngere 1682 bedeutende Vermögenswerte und unternahm Reisen nach Italien und Frankreich. Ein Jahr nach dem Tod des Vaters starb unverehelicht auch sein Zwillingsbruder Johann Baptist, ansässig auf Stiekna, Rzepicz und Czenicz. 1697 hielt er sich in Leipzig auf, wo ein berühmt gewordener Wettstreit zwischen ihm auf der Laute, Johann Kuhnau auf dem Klavier und Pantaleon Hebenstreit auf dem nach ihm benannten Pantaleon stattfand und seinen Ruhm mehrte.
Losy von Losinthal war ein großer Bewunderer von Jean-Baptiste Lully und verfasste vorwiegend Lauten- und Gitarrenkompositionen in gediegener Melodik, anfänglich in dessen „französischem Stil“, den er nach Prag mitbrachte und zum sogenannten „vermischten deutschen Stil“ weiterentwickelte. Darin verschmelzen die eher cantablen Elemente des italienischen und die eher rhetorischen des französischen Stils. Seine Kompositionen für Gitarre sind gekennzeichnet für eine starke Verwendung der „Rasgadospielmanier“. An den Abenden in seinem Palais in Prag wurden Stücke aus den gedruckten Opern und Kompositionen des Jean-Baptiste Lully und von Johann Joseph Fux zur Aufführung gebracht. Er war mit Franziska Claudia Gräfin von Strassoldo verheiratet. Nach seinem Tod 1721 trat sein Sohn Adam Philipp Losy von Losinthal das Erbe an. Zur Erinnerung an den Grafen Losy von Losinthal komponierte Silvius Leopold Weiss das Tombeau Sur La Mor De M. Comte De Logy.

## Werke
Etwa 150 Kompositionen bzw. Lauten- und Gitarrentabulaturen aus seiner Feder haben sich erhalten, darunter:
- Suite II a-Moll
- Suite III a-Moll (daraus als MIDI-file: 2. Satz ; 2 kB)
- Suite IV F-Dur
- Suite V d-Moll
- Suite VI C-Dur
- Suite VII a-Moll
- Suite VIII A-Dur
- Suite IX a-Moll
- Rondeau (als MIDI-file: ; 6 kB)